# Pteris namegatae
Pteris namegatae är en kantbräkenväxtart som beskrevs av Kurata. Pteris namegatae ingår i släktet Pteris och familjen Pteridaceae. Inga underarter finns listade.